# Адуа
А́дуа (амх. አድዋ) — торгове місто у північній частині Ефіопії. Відоме вирішальною битвою між ефіопськими та італійськими військами, що відбулась 2 березня 1896 року й завершилась героїчною перемогою ефіопських військ.

## Географія
Місто лежить на висоті 1882 м над рівнем моря. За даними перепису 2007 року, що проводило Центральне статистичне агентство країни, чисельність населення міста становила 40 500 осіб.

## Культура
В Адуа є кілька храмів, а також монастир святого Гаріми, заснований у VI столітті, де зберігаються найдавніші християнські святині Ефіопії, у тому числі й євангелія Гаріми. Окрім того, саме туди вирушали місіонери для проповідування католицизму в Ефіопії.

## Відомі уродженці
В Адуа народився Абуна Павло, теперішній патріарх Ефіопської православної церкви.